# Valderrama, Antique
Valderrama là một đô thị cấp bốn ở tỉnh Antique, Philippines. Theo điều tra dân số năm 2015, đô thị này có dân số 19.124 người trong.

## Các đơn vị hành chính
Mayor:Hon. Mary Joyce Roquero(May 14,2007)
Valderrama, về mặt hành chính, được chia thành 22 khu phố (barangay).
| - Bakiang - Binanogan - Borocboroc - Bugnay - Buluangan I - Buluangan II - Bunsod - Busog - Cananghan - Canipayan - Cansilayan | - Culyat - Iglinab - Igmasandig - Lublub - Manlacbo - Pandanan - San Agustin - Takas (Pob.) - Tigmamale - Ubos (Pob.) - Alon |